# Strada Statale 44 bis Passo del Rombo
Die Strada Statale 44 bis Passo del Rombo (SS 44 bis), auf Deutsch Timmelsjochstraße genannt, ist eine italienische Staatsstraße in Südtirol. Ihre Länge beträgt rund 30 Kilometer. Wegen ihres Verlaufes zum Timmelsjoch erhielt sie den namentlichen Titel Passo del Rombo.

## Verlauf
Die SS 44 bis nimmt in St. Leonhard, wo sie von der zum Jaufenpass ansteigenden SS 44 abzweigt, ihren Anfang und erschließt von dort aus das obere Passeiertal. Sie durchquert die Gemeinde Moos und führt in ihrem hochalpinen, im Winterhalbjahr lange Zeit gesperrten Abschnitt zur Passhöhe des Timmelsjochs (2474 m) empor, wo sie die italienisch-österreichische Grenze erreicht. Dort geht sie unmittelbar in die „Timmelsjoch-Hochalpenstraße“ (eine mautpflichtige Privatstraße) über, die ins Ötztal hinabführt und in die Ötztalstraße einmündet.

## Geschichte
Die SS 44 bis geht auf eine Militärstraße zurück, die unter Benito Mussolini ab 1933 bis zwei Kilometer vor das Joch gebaut wurde, um sie im Kriegsfall zur Offensive gegen Österreich nutzen zu können, doch mit Abschluss der Achse Berlin–Rom nicht mehr fertiggestellt wurde. Der Plan des Baus einer Straße über das Timmelsjoch wurde seitens Österreich bald nach dem Zweiten Weltkrieg aufgenommen – vom damaligen Landesrat und späteren Landeshauptmann Eduard Wallnöfer, selbst ein gebürtiger Südtiroler, wesentlich vorangetrieben. 1959 wurde die Passstraße auf österreichischer Seite eröffnet. Es dauerte aber noch bis zum 15. September 1968, bis die nun als öffentliche SS 44 bis ausgewiesene Straßenverbindung auch auf italienischer Seite offiziell freigegeben werden konnte.

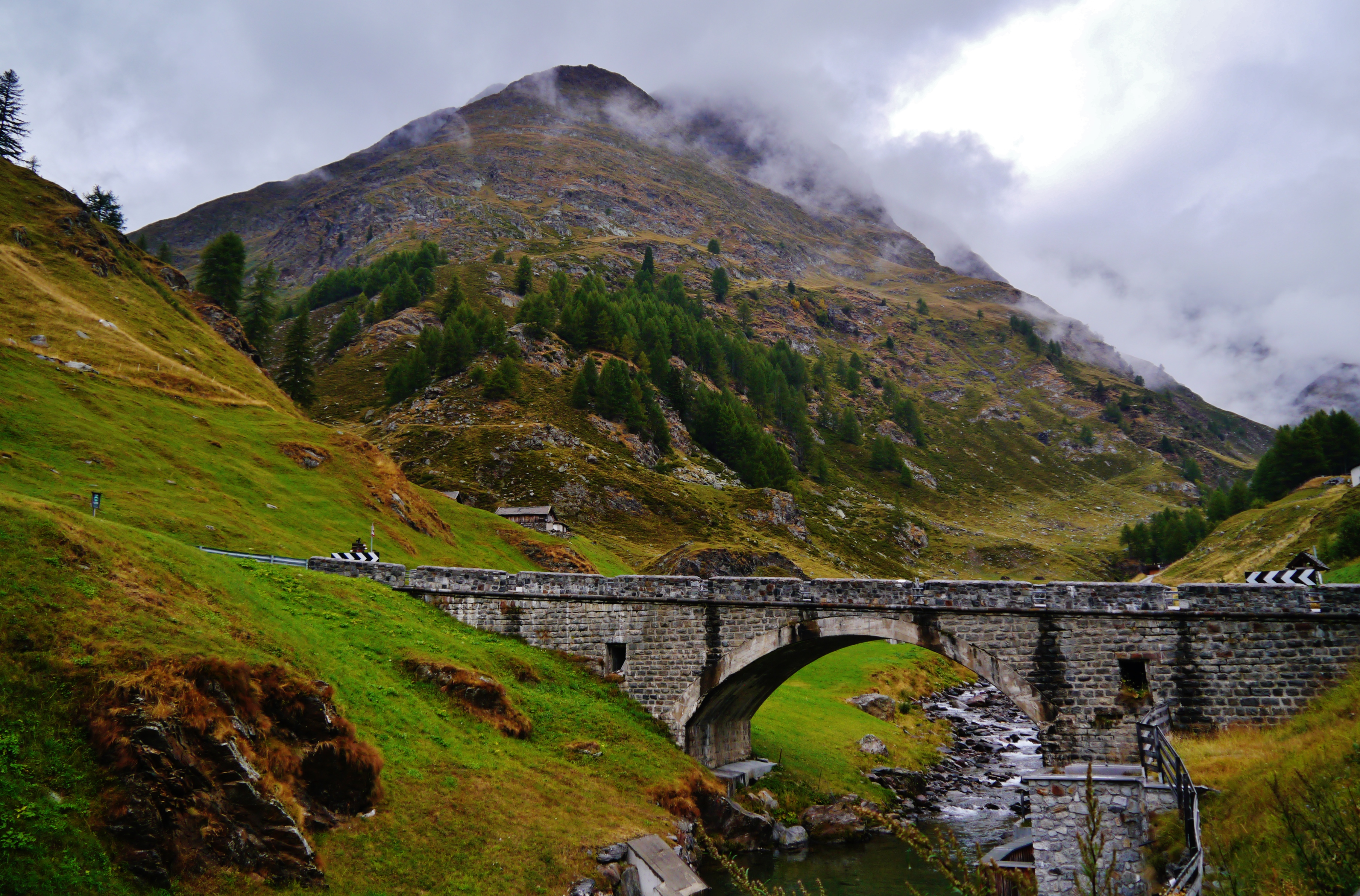
Timmelsbrücke über einen Quellbach der Passer
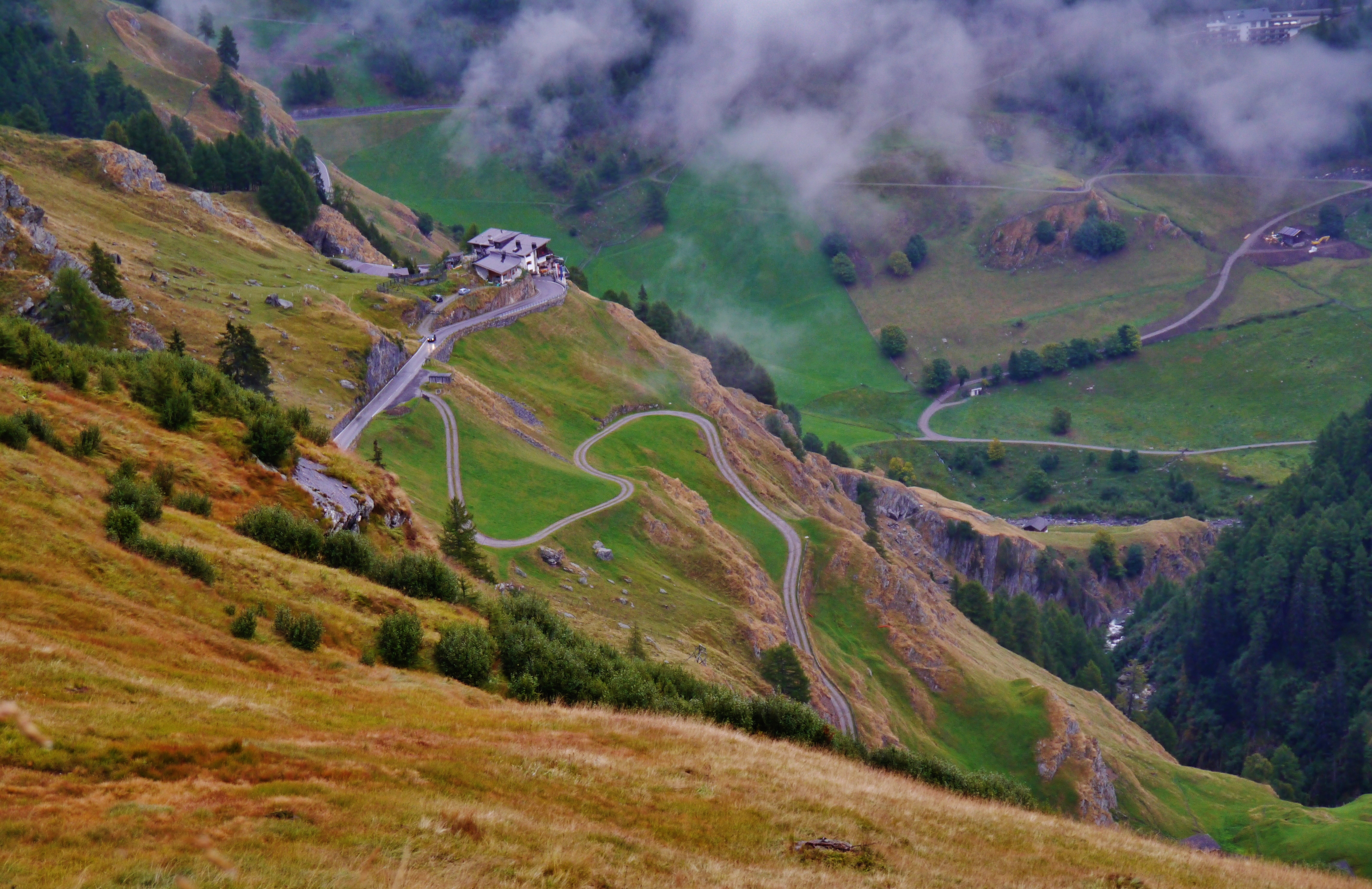
Bei „Hochfirst“
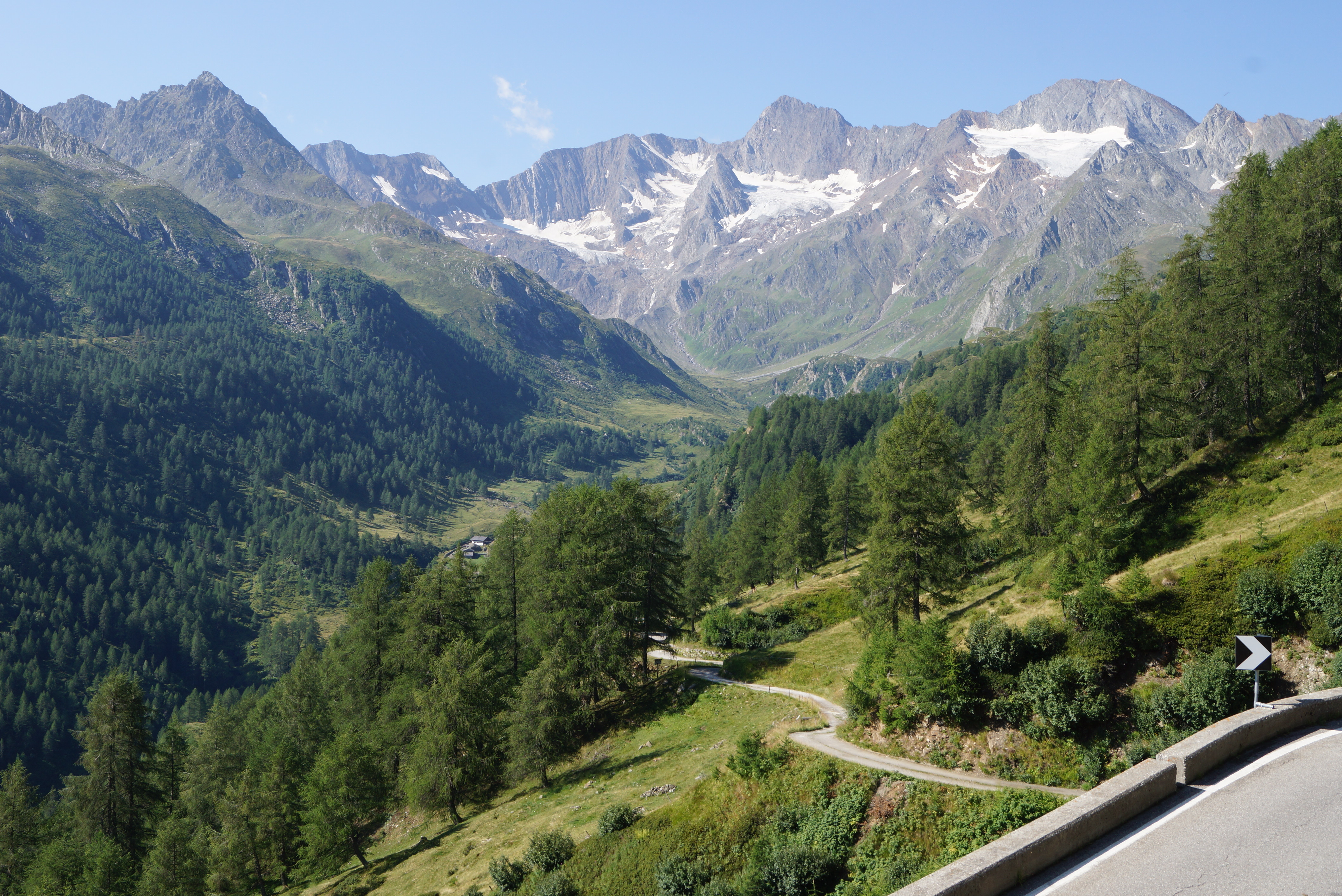
Seebertal
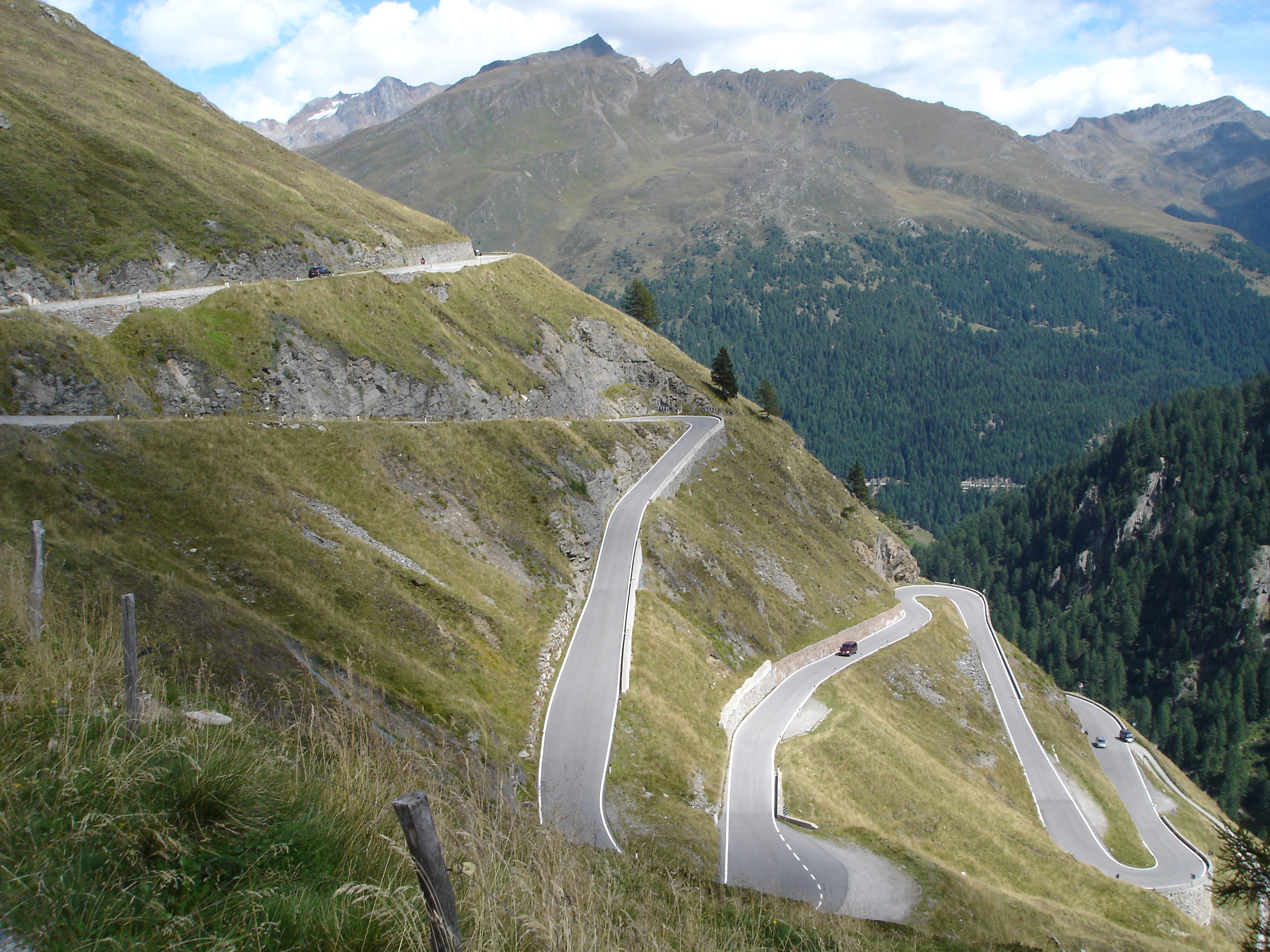
Serpentinen auf Höhe Seebertal
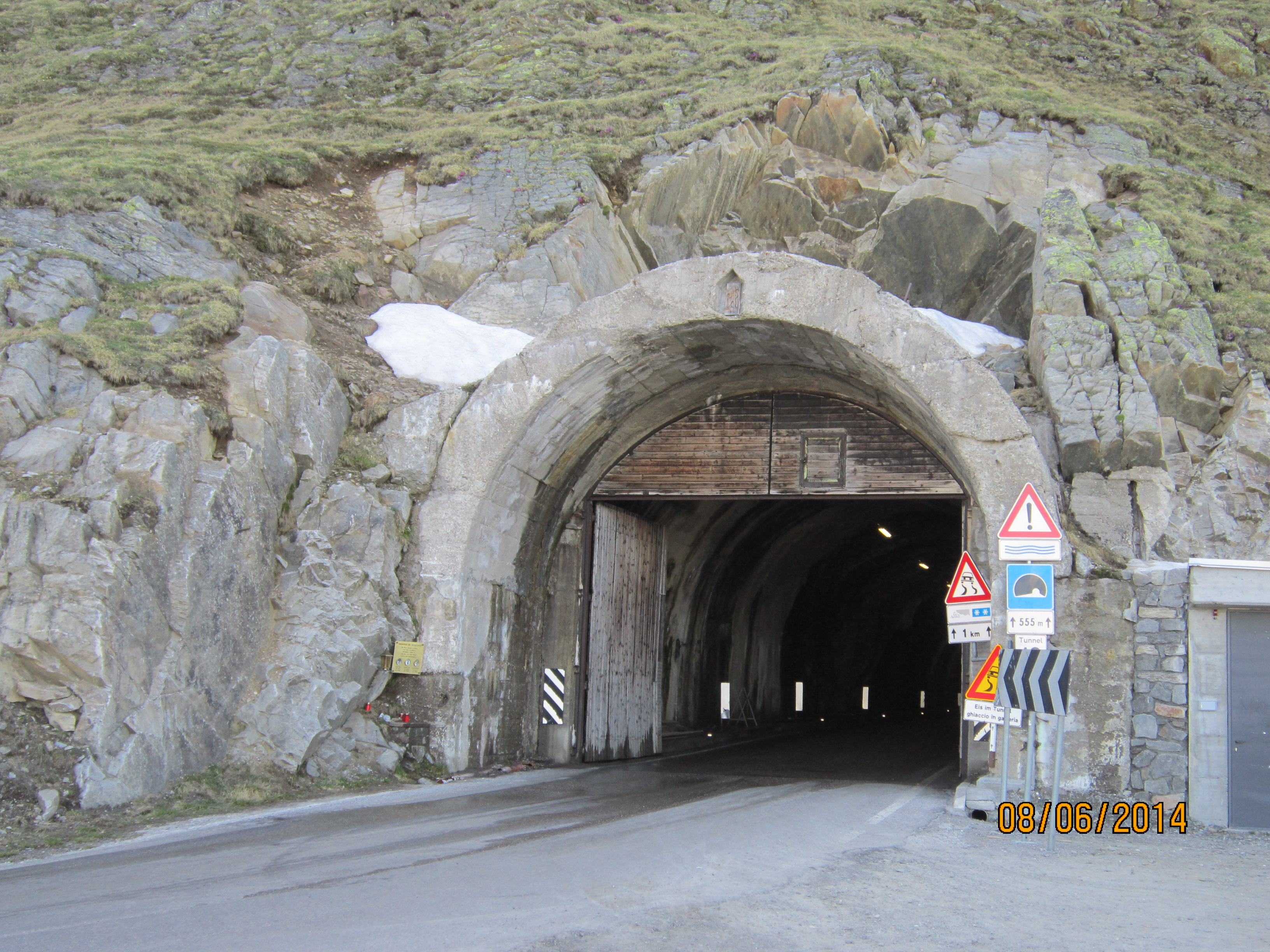
Tunnel 16, mit 555 m der längste Tunnel